# Tmesisternus subsimilis
Tmesisternus subsimilis es una especie de escarabajo del género Tmesisternus, familia Cerambycidae. Fue descrita científicamente por Breuning en 1966.
Habita en Papúa Nueva Guinea. Esta especie mide 16 mm.